# 1979 no cinema

## Eventos
- François Truffaut filma Amor em Fuga.

## Principais filmes produzido
- 10, de Blake Edwards, com Dudley Moore, Julie Andrews e Bo Derek
- The Muppet Movie de James Frawley, o primeiro filme dos muppets para o cinema
- 1941, de Steven Spielberg, com Dan Aykroyd, John Belushi e Toshirô Mifune
- Alien, de Ridley Scott, com Sigourney Weaver, Harry Dean Stanton e John Hurt
- Allegro barbaro, de Miklós Jancsó
- The Amityville Horror, de Stuart Rosenberg, com James Brolin e Margot Kidder
- L'amour en fuite, de François Truffaut, com Jean-Pierre Léaud
- And Justice for All, de Norman Jewison, com Al Pacino, Jack Warden e Lee Strasberg
- Apocalypse Now, de Francis Ford Coppola, com Martin Sheen, Marlon Brando e Robert Duvall
- Being There, de Hal Ashby, com Peter Sellers e Shirley MacLaine
- Die Blechtrommel, de Volker Schlöndorff
- The Brood, de David Cronenberg, com Oliver Reed
- Buffet froid, de Bertrand Blier, com Gérard Depardieu
- Bye Bye Brasil, de Cacá Diegues, com José Wilker, Betty Faria e Fábio Júnior
- The China Syndrome, de James Bridges, com Jack Lemmon, Jane Fonda e Michael Douglas
- Calígula, de Bob Guccione, com Malcolm McDowell, Teresa Ann Savoy, Helen Mirren e Peter O'Toole
- Cristo si è fermato a Eboli, de Francesco Rosi, com Gian Maria Volonté
- Die dritte Generation, de Rainer Werner Fassbinder
- Die Ehe der Maria Braun, de Rainer Werner Fassbinder, com Hanna Schygulla
- Don Giovanni, de Joseph Losey
- The Electric Horseman, de Sydney Pollack, com Robert Redford, Jane Fonda, Valerie Perrine e Willie Nelson
- Ernesto, de Salvatore Samperi, com Michele Placido e Virna Lisi
- Escape from Alcatraz, de Don Siegel, com Clint Eastwood
- Hair, de Milos Forman, com John Savage, Treat Williams e Beverly D'Angelo
- Hardcore, de Paul Schrader, com George C. Scott
- L'ingorgo - Una storia impossibile, de Luigi Comencini, com Marcello Mastroianni, Gérard Depardieu, Patrick Dewaere e Stefania Sandrelli
- Kramer vs. Kramer, de Robert Benton, com Dustin Hoffman e Meryl Streep
- Life of Brian, de Terry Jones, com Eric Idle, Terry Gilliam, John Cleese, Graham Chapman e Michael Palin
- La luna, de Bernardo Bertolucci
- Mad Max, de George Miller, com Mel Gibson
- Magyar rapszódia, de Miklós Jancsó
- Mamá cumple cien años, de Carlos Saura, com Geraldine Chaplin
- Manhattan, de e com Woody Allen
- Meteor, de Ronald Neame, com Sean Connery, Natalie Wood e Martin Landau
- Moonraker, de Lewis Gilbert, com Roger Moore
- Norma Rae, de Martin Ritt, com Sally Field e Beau Bridges
- Nosferatu: Phantom der Nacht, de Werner Herzog, com Klaus Kinski, Isabelle Adjani e Bruno Ganz
- Rocky II, de e com Sylvester Stallone
- Los sobrevivientes, de Tomás Gutiérrez Alea
- Les Sœurs Brontë, de André Téchiné, com Isabelle Adjani e Isabelle Huppert
- Star Trek: The Motion Picture, de Robert Wise, com William Shatner e Leonard Nimoy
- Sürü, de Zeki Ökten
- Tess, de Roman Polanski, com Nastassja Kinski
- The Warriors, de Walter Hill, com Michael Beck e James Remar
- Wise Blood, de John Huston, com Brad Dourif e Harry Dean Stanton
- Woyzeck, de Werner Herzog, com Klaus Kinski
- Yanks, de John Schlesinger, com Richard Gere e Vanessa Redgrave

## Nascimentos
| Data            | Nome                 | Profissão                      | Nacionalidade    | Observações | Ref |
| --------------- | -------------------- | ------------------------------ | ---------------- | ----------- | --- |
| 3 de janeiro    | Paulo Vilhena        | ator, diretor e repórter       | Brasil           |             |     |
| 13 de Janeiro   | Gonçalo Tocha        | realizador, e produtor         | Portugal         |             |     |
| 16 de Janeiro   | Aaliyah              | cantora e atriz                | Estados Unidos   | m. 2001     |     |
| 24 de Janeiro   | Tatyana Ali          | atriz                          | Estados Unidos   |             |     |
| 25 de Janeiro   | Bianca Castanho      | atriz                          | Brasil           |             |     |
| 27 de Janeiro   | Rosamund Pike        | atriz                          | Reino Unido      |             |     |
| 28 de janeiro   | Samantha Schmütz     | atriz                          | Brasil           |             |     |
| 9 de Fevereiro  | Zhang Ziyi           | atriz                          | China            |             |     |
| 12 de Fevereiro | Jesse Spencer        | ator                           | Austrália        |             |     |
| 21 de Fevereiro | Jennifer Love Hewitt | atriz                          | Estados Unidos   |             |     |
| 22 de Fevereiro | Débora Falabella     | atriz                          | Brasil           |             |     |
| 9 de Março      | Oscar Isaac          | ator                           | Guatemala        |             |     |
| 14 de Março     | Chris Klein          | ator                           | Estados Unidos   |             |     |
| 20 de Março     | Bianca Lawson        | atriz                          | Estados Unidos   |             |     |
| 26 de Março     | Juliana Paes         | atriz                          | Brasil           |             |     |
| 4 de Abril      | Heath Ledger         | ator                           | Austrália        | m. 2008     |     |
| 12 de Abril     | Claire Danes         | atriz                          | Estados Unidos   |             |     |
| 12 de Abril     | Jennifer Morrison    | atriz                          | Estados Unidos   |             |     |
| 12 de Abril     | Paul Nicholls        | ator                           | Reino Unido      |             |     |
| 19 de Abril     | Kate Hudson          | atriz                          | Estados Unidos   |             |     |
| 21 de Abril     | James McAvoy         | ator de cinema e teatro        | Reino Unido      |             |     |
| 3 de Maio       | Genevieve Nnaji      | atriz                          | Nigéria          |             |     |
| 11 de maio      | Marcus Majella       | ator                           | Brasil           |             |     |
| 19 de Maio      | Bérénice Marlohe     | atriz                          | França           |             |     |
| 28 de Maio      | Monica Keena         | atriz                          | Estados Unidos   |             |     |
| 2 de Junho      | Morena Baccarin      | atriz                          | Brasil           |             |     |
| 8 de Junho      | Pedro Granger        | actor, apresentador e dobrador | Portugal         |             |     |
| 21 de Junho     | Chris Pratt          | ator                           | Estados Unidos   |             |     |
| 24 de Junho     | Mindy Kaling         | atriz                          | Estados Unidos   |             |     |
| 25 de Junho     | Hong Chau            | atriz                          | Estados Unidos   |             |     |
| 25 de Junho     | Busy Philipps        | atriz                          | Estados Unidos   |             |     |
| 29 de Junho     | Liliana Castro       | atriz                          | Equador / Brasil |             |     |
| 30 de Junho     | Albano Jerónimo      | actor                          | Portugal         |             |     |
| 6 de Julho      | Kevin Hart           | ator                           | Estados Unidos   |             |     |
| 10 de Julho     | Gong Yoo             | ator                           | Coreia do Sul    |             |     |
| 1 de Agosto     | Jason Momoa          | ator                           | Estados Unidos   |             |     |
| 3 de Agosto     | Evangeline Lilly     | atriz                          | Canadá           |             |     |
| 15 de Setembro  | Dave Annable         | ator                           | Estados Unidos   |             |     |
| 18 de Setembro  | Alison Lohman        | atriz                          | Estados Unidos   |             |     |
| 4 de Outubro    | Rachael Leigh Cook   | atriz                          | Estados Unidos   |             |     |
| 8 de Outubro    | Kristanna Loken      | atriz                          | Estados Unidos   |             |     |
| 9 de Outubro    | Brandon Routh        | ator                           | Estados Unidos   |             |     |
| 21 de Outubro   | Fernanda Rodrigues   | atriz                          | Brasil           |             |     |
| 26 de Novembro  | Deborah Secco        | atriz                          | Brasil           |             |     |
| 28 de Novembro  | Daniel Henney        | ator                           | Estados Unidos   |             |     |
| 15 de Dezembro  | Adam Brody           | ator                           | Estados Unidos   |             |     |

## Mortes
| Data            | Nome                   | Profissão                           | Nacionalidade  | Observações | Ref |
| --------------- | ---------------------- | ----------------------------------- | -------------- | ----------- | --- |
| 16 de Janeiro   | Ted Cassidy            | actor                               | Estados Unidos | n. 1932     |     |
| 20 de Janeiro   | Joaquim Azinhal Abelho | poeta e cineasta                    | Portugal       | n. 1916     |     |
| 12 de Fevereiro | Eliezer Gomes          | ator                                | Brasil         | n. 1920     |     |
| 12 de Fevereiro | Jean Renoir            | cineasta                            | França         | n. 1894     |     |
| 4 de Abril      | Edgar Buchanan         | ator                                | Estados Unidos | n. 1903     |     |
| 10 de Abril     | Nino Rota              | compositor musical                  | Itália         | n. 1911     |     |
| 25 de Maio      | Mary Pickford          | atriz                               | Estados Unidos | n. 1892     |     |
| 4 de Junho      | Gilda de Abreu         | atriz, cantora e cineasta           | Brasil         | n. 1904     |     |
| 11 de Junho     | John Wayne             | ator                                | Estados Unidos | n. 1907     |     |
| 14 de Junho     | David Butler           | cineasta                            | Estados Unidos | n. 1894     |     |
| 16 de Junho     | Nicholas Ray           | cineasta                            | Estados Unidos | n. 1911     |     |
| 18 de Junho     | Procópio Ferreira      | ator, escritor e diretor teatral    | Brasil         | n. 1898     |     |
| 27 de Julho     | Ettore Manni           | ator                                | Itália         | n. 1927     |     |
| 26 de Setembro  | John Cromwell          | ator e cineasta                     | Estados Unidos | n. 1887     |     |
| 10 de Novembro  | Dimitri Tiomkin        | compositor musical                  | Estados Unidos | n. 1894     |     |
| 5 de Dezembro   | Lesley Selander        | cineasta                            | Estados Unidos | n. 1900     |     |
| 22 de Dezembro  | Darryl F. Zanuck       | produtor, argumentista e realizador | Estados Unidos | n. 1902     |     |